# Exopeptidasa
Una exopeptidasa és qualsevol peptidasa que catalitza la divisió de l'enllaç peptídic terminal (alliberant un sol aminoàcid) o del penúltim (alliberant un dipèptid) de la cadena peptídica. Depenent de si l'aminoàcid s'allibera del terminal amino o del carboxílic, així les exopeptidases es classifiquen com a aminopeptidasa o una carboxipeptidasa, respectivament. Així, una aminopeptidasa, un enzim situat a la vora en raspall de l'intestí prim, escindirà un aminoàcid de l'amino terminal, mentre que la carboxipeptidasa, que és un enzim digestiu present en el suc pancreàtic, escindirà un únic aminoàcid de l'extrem carboxílic del pèptid.